# 데이비드 하버
데이비드 하버(영어: David Harbour, 1975년 4월 10일 ~ )는 미국의 배우이다. 넷플릭스 드라마 《기묘한 이야기》의 짐 호퍼 역으로 유명하다.

## 유년기
데이비드 하버는 숀 마허와 에얄 포델..과 같은 배우들과 함께 뉴욕시 아몽크의 바이램 힐즈 고등학교를 다녔다. 그는 1997년에 뉴 햄프셔주의 하노버에 있는 다트머스 대학교를 졸업했다.

## 직업
하버는 1999년에 브로드 웨이에서 레인메이커를 통해 데뷔했고, 2002년에 TV 시리즈 Law & order: 성범죄전담반을 통해 브라운관에도 데뷔했다. 또한 그는 ABC의 TV시리즈 판 암에서 MI6 요원 로저 앤더슨 역을 연기했다. 2005년에는 ‘’누가 버지니아 울프를 두려워 하는가?’’에서의 활약을 바탕으로 토니 상 후보로 지명되기도 하였다.
그는 007 퀀텀오브솔러스에서 맡은 CIA 요원 그레그 빔역할로 잘 알려져 있으며, 레볼루셔너리 로드에서의 솁 캠벨 역, 스테이트 오브 플레이에서 러셀 크로우의 연락책 역을 연기한 것이 잘 알려져 있다. 또한 그는 뉴욕 특수수사대.에서 폴 데필이스 역을 멋지게 연기해 내어 많은 찬사를 받았다. 그의 다른 작품으로는 ‘’브로크백 마운틴’’, ‘’그린호넷 (2011)’’, ‘’엔드 오브 왓치 (2012)’’, ‘’비트윈 어스’’ 등이 있다. 2013년 1월엔 셜록 홈즈 소설에 기반한 ”Elementary”라는 TV 쇼에서 정신과 의사 역을 맡기도 했다.
또한 그는 2012년부터 TV 시리즈 ‘’뉴스룸’’에서 앵커 엘리엇 허시 역을 맡아 연기하고 있다. 현재 헬보이 리부트 시리즈의 주인공 헬보이 역을 맡아 개봉 예정이다.

## 출연작 목록

### 영화
| 연도 | 제목                                     | 원제                                           | 배역                              | 비고 |
| ---- | ---------------------------------------- | ---------------------------------------------- | --------------------------------- | ---- |
| 2004 | 킨제이 보고서                            | Kinsey                                         | 앨프리드 킨제이                   |      |
| 2005 | 컨페스                                   | Confess                                        | 매캘리스터 요원                   |      |
| 2005 | 브로크백 마운틴                          | Brokeback Mountain                             | 랜들 멀론                         |      |
| 2005 | 우주 전쟁                                | War of the Worlds                              | 부두 노동자                       |      |
| 2007 | 어웨이크                                 | Awake                                          | 드라큘라                          |      |
| 2008 | 레볼루셔너리 로드                        | Revolutionary Road                             | 솁 캠벨                           |      |
| 2008 | 007 퀀텀 오브 솔러스                     | Quantum of Solace                              | 그레그 빔                         |      |
| 2009 | 스테이트 오브 플레이                     | State of Play                                  | 포인트캅 내부자                   |      |
| 2010 | 에브리 데이                              | Every Day                                      | 브라이언                          |      |
| 2011 | 그린 호넷                                | The Green Hornet                               | 프랭크 스캔런                     |      |
| 2011 | 위                                       | W.E.                                           | 어니스트 올드리치 심슨            |      |
| 2012 | 엔드 오브 왓치                           | End of Watch                                   | 밴 하우저                         |      |
| 2012 | 비트윈 어스                              | Between Us                                     | 조엘                              |      |
| 2012 | 나이프 파이트                            | Knife Fight                                    | 스티븐 그린                       |      |
| 2013 | 스니치                                   | Snitch                                         | 제이 프라이스                     |      |
| 2013 | 더 파크랜드                              | Parkland                                       | 제임스 고든 섕클린                |      |
| 2014 | 네이든                                   | X/Y                                            | 토드                              |      |
| 2014 | 툼스톤                                   | A Walk Among the Tombstones                    | 레이                              |      |
| 2014 | 더 이퀄라이저                            | The Equalizer                                  | 프랭크 매스터스                   |      |
| 2015 | 블랙매스                                 | Black Mass                                     | 존 모리스                         |      |
| 2016 | 수어사이드 스쿼드                        | Suicide Squad                                  | 덱스터 톨리버                     |      |
| 2017 | 슬립리스: 크리미널 나이트                | Sleepless                                      | 더그 데니슨                       |      |
| 2018 | 휴먼 어페어                              | Human Affairs                                  | 로니                              |      |
| 2019 | 프랑켄슈타인의 괴물의 괴물, 프랑켄슈타인 | Frankenstein's Monster's Monster, Frankenstein | 데이비드 하버 3세 / 프랑켄슈타인  | 단편 |
| 2019 | 헬보이                                   | Hellboy                                        | 헬보이                            |      |
| 2020 | 익스트랙션                               | Extraction                                     | 가스파르                          |      |
| 2021 | 노 서든 무브                             | No Sudden Move                                 | 맷 워츠                           |      |
| 2021 | 블랙 위도우                              | Black Widow                                    | 알렉세이 쇼스타코프 / 레드 가디언 |      |
| 2022 | 바이올런트 나잇                          | Violent Night                                  | 산타 클로스                       |      |
| 2023 | 우리 집에 유령이 산다                    | We Have a Ghost                                | 어니스트                          |      |
| 2023 | 그란 투리스모                            | Gran Turismo                                   | 잭 솔터                           |      |
| 2025 | 썬더볼츠*                                | Thunderbolts*                                  | 알렉세이 쇼스타코프 / 레드 가디언 |      |

### 텔레비전 드라마
| 연도      | 제목                    | 원제                              | 배역              | 비고                                          |
| --------- | ----------------------- | --------------------------------- | ----------------- | --------------------------------------------- |
| 1999      | 로앤오더                | Law & Order                       | 마이크            | "Patsy" 에피소드                              |
| 2002      | 성범죄수사대: SVU       | Law & Order: Special Victims Unit | 테리 제섭         | "Dolls" 에피소드                              |
| 2003      | 핵                      | Hack                              | 크리스토퍼 클라크 | "Presumed Guilty" 에피소드                    |
| 2004      | 뉴욕 특수수사대         | Law & Order: Criminal Intent      | 웨슬리 존 켄더슨  | "Silver Lining" 에피소드                      |
| 2007      | 더 유닛                 | The Unit                          | 게리 웨버         | "Five Brothers" 에피소드                      |
| 2008      | 로앤오더                | Law & Order                       | 제이 칼린         | "Submission" 에피소드                         |
| 2009      | 뉴욕 특수수사대         | Law & Order: Criminal Intent      | 폴 더빌디스       | "Family Values" 에피소드                      |
| 2009      | 라이 투 미              | Lie to Me                         | 프랭크 앰브로즈   | "The Better Half" 에피소드                    |
| 2009      | 로열 페인스             | Royal Pains                       | 댄 새뮤얼스       | "It's Like Jamais Vu All Over Again" 에피소드 |
| 2011-12   | 팬 암                   | Pan Am                            | 로저 앤더슨       | 6회분 출연                                    |
| 2012-14   | 뉴스룸                  | The Newsroom                      | 엘리엇 허시       | 10회분 출연                                   |
| 2012-15   | 블루                    | Blue                              | 쿠퍼              | 3회분 출연                                    |
| 2013      | 엘리멘트리              | Elementary                        | 메이슨 볼드윈     | "Lesser Evils" 에피소드                       |
| 2014      | 레이크                  | Rake                              | 데이비드 포터     | 11회분 출연                                   |
| 2014      | 맨해튼                  | Manhattan                         | 리드 애클리       | 10회분 출연                                   |
| 2014-15   | 스테이트 오브 어페어스  | State of Affairs                  | 데이비드 패트릭   | 13회분 출연                                   |
| 2015-16   | 밴시                    | Banshee                           | 로버트 돌턴       | 2회분 출연                                    |
| 2016      | 크라이시스 인 식스 신스 | Crisis in Six Scenes              | 빅                | "#1.2" 에피소드                               |
| 2016-현재 | 기묘한 이야기           | Stranger Things                   | 짐 호퍼           | 주연                                          |
| 2018      | 동물들                  | Animals                           | 매                | 애니메이션; "Roachella" 에피소드              |
| 2020      | 심슨 가족               | The Simpsons                      | 프레드 크레인풀   | 애니메이션; "Undercover Burns" 에피소드       |
| 2021      | 빅 시티 그린            | Big City Greens                   | 릭                | "The Van" 에피소드                            |
| 2021      | Q-포스                  | Q-Force                           | 릭 벅             | 주연                                          |
| 2021      | 스타워즈: 비전스        | Star Wars: Visions                | 타진              | "The Elder" 에피소드                          |
| 2024      | 크리처 코만도스         | Creature Commandos                | 에릭 프랑켄슈타인 | 주연                                          |

## 수상
- 2005 토니 상: Best Featured Actor in a Play, 누가 버지니아 울프를 두려워 하는가?[4]